# Cursa de braus
La cursa de braus, o correguda de toros és un espectacle comercialitzat de tauromàquia on els homes (anomenat torero) s'enfronten contra un toro a peu o a cavall. Té el seu origen al començament del segle xvii i pot consistir en lluites on al final es mata el toro, en jocs esportius o en jocs burlescs.

## Llista de lluites amb mort de l'animal
|  | Corrida: lluita on al final es mata al toro, practicat principalment a Espanya, al sud de França, en diversos estats d'Amèrica Llatina i en algunes zones de Portugal. |
|  | Corrida concurs: corrida clàssica destinada a recompensar amb un premi a les millors ganaderias (ramaderies de toros de lídia). |
|  | Corrida de rejón: forma de corrida practicada a cavall. Es practica allà on es practica la corrida a peu i es tracta de fer tauromàquia a cavall. Un genet (rejoneador) s'enfronta contra el toro i el seu curs és similar al de la corrida clàssica. La primera dona rejoneadora, i que va obrir la porta a les dones a aquesta disciplina, va ser Conchita Cintrón. |
|  | Corrida goyesca: corrida clàssica on els toreros utilitzen vestits similars als vigents a l'època del pintor espanyol Francisco de Goya y Lucientes (1746-1828). |
|  | Correguda portuguesa (en portuguès, tourada): lluita a cavall on al final es mata al toro, però no en públic, practicat principalment a Portugal però també al sud de França. A Portugal, la mort del toro en públic va ser prohibida al segle xviii i il·legalitzada a partir de 1928. A més, la figura del picador també està prohibida. Com a resultat, el toreig a peu és només marginal i el toreig a cavall es va convertir en la part essencial de la tauromàquia portuguesa. La mort del toro se substitueix per la pega realitzada pels forcados. Normalment, després de la correguda, el toro és portat a l'escorxador per ser sacrificat; de vegades, és retornat a la seva granja i es fa servir per a la reproducció. |
|  | Novillada: corrida clàssica on els joneguers, en castellà novilleros, (joves toreros que encara no han pres l'alternativa) s'enfronten amb jònecs, novillos en castellà (braus d'entre dos i tres anys). |
|  | Plaça dividida: corrida clàssica realitzada en una plaça dividida en dues parts, on es poden efectuar dues corridas alhora. |

## Jocs esportius dins de la plaça sense mort de l'animal
|  | Corraleja: corrida on no es mata al toro i s'invita al públic a participar. És típica de la Regió Carib de Colòmbia. |
|  | Correguda camarguesa: joc esportiu practicat a França (Boques del Roine, Gard i Erau, i alguns municipis del departament de Vaucluse). Es tracta d'un esport on els rasetaires tracten de penjar attributs primés (una cinta vermella i dues cordes) al cap del toro. S'utilitza toros camarguesos (els «Camargue» o «raço di biòu»), diferents als toros espanyols; el toro camarguès és més petit (entre 300 i 450 kg els mascles), més nerviós i ràpid que el seu cosí espanyol, i les seves banyes tenen forma de lira. |
|  | Corrida de recortadores: joc esportiu practicat al nord d'Espanya (Navarra, Aragó, Castella i Lleó, i País Basc), País Valencià i Múrcia. Consisteix en esquivar les envestides del toro. Es pot considerar com una supervivència de la tauromàquia que existia abans de Francisco Montes Reina «Paquiro» (1805-1851). |
|  | Correguda landesa: joc esportiu practicat a França (Landes i Gers) que consisteix en esquivar (écarteur) les envestides del toro, o saltar (sauteur) sobre ell. |
|  | Forcado: és una sort típica de la correguda portuguesa que consisteix en un grup de vuit homes (un d'ells és el forcado de cara i els altres set són ajudants) que intenten immobilitzar el toro. |
|  | Toro-piscina: joc esportiu practicat al sud de França que consisteix en esquivar les envestides del toro. Els competidors han de romandre quiets i dempeus damunt d'un barril, o restar asseguts sobre els barrils com si estiguessin jugant cartes; el guanyador és l'últim en quedar-se al barril. Enmig de la plaça hi ha una piscina feta amb una paret de bales de palla i una lona impermeable; l'objectiu és aconseguir que el toro entri a la piscina.                                                              |

## Jocs burlescs
|  | Toreig còmic, moixigangues, o charlotada: paròdia d'una corrida. És una forma de tauromàquia (actualment en desús), que va tenir un gran èxit fins a la dècada del 1960. Es tracta de paròdies de corridas on els toreros es diverteixen fent excentricitats davant dels vedells. Sovint, els toreros eren nans. A vegades es feia servir micos toreros. |
|  | Toro de fuego: espectacle pirotècnic que parodia una corrida a les festes dels poble d'Espanya. Actualment s'utilitza un toro fals. |

## Alliberament de toros fora de la plaça
Hi ha moltes formes d'alliberar toros als carrers o a les places públiques. S'efectua allà on es practiquen altres formes de tauromàquia. A molts pobles d'Espanya, Portugal, i al sud de França, els toros són alliberats al carrer durant les festes locals. Aquests alliberament es poden considerar com una supervivència de les tauromàquies antigues i prenen innombrables formes i variants locals.
|  | Abrivado (mot provençal que significa arribada): antigament, els toros que participaven a les corregudes camargueses feien el viatge de les pastures cap a la plaça a peu, acompanyats pels guardians. Quan creuaven els pobles, els joves els ajudaven a escapar per divertir-se. Per tal de limitar el risc de fugida dels toros, els guardians els feien creuar el poble a la màxima velocitat possible. Actualment, l'abrivado està especialment organitzat. Els carrers queden tallats amb barreres altes per evitar que els braus s'escapin al camp obert, i els guardians pretenen evitar que els attrapaïres (atrapar en provençal) ajudin als toros a escapar mentre competeixen entre ells per mostrar les seves habilitats i temeritat amb els toros. És el contrari de bandido. |
|  | Bandido (mot provençal que significa expulsar al toro): antigament era retorn dels toros de les places de toros cap a les pastures després de les curses, mentre els joves els ajudaven a escapar. Actualment, és semblant a l'encierro. Segons els costums locals, tots els alliberaments són anomenats «encierros» o «bandidos» (depenent de si els toros es troben al carrer o a la plaça s'utilitza un o altre terme). És el contrari d'abrivado, però el procediment és el mateix. |
|  | Bous al carrer, correbou o correbous: tipus de festa taurina popular que es practica a molts pobles del País Valencià i de les Terres de l'Ebre en Catalunya. L'espectacle consisteix a traspassar les reixes de protecció per acostar-se al bou (sortir a torejar), envestir l'animal i córrer a amagar-se entre les reixes de nou. És molt típic de fer soltes de vaques, que és el mateix però emprant vaques. |
|  | Bou embolat: festeig tradicional al País Valencià i Catalunya (sobretot a Amposta) i també a la Provincia de Terol. De nit, es provoca un bou col·locant dues boles de quitrà enceses a les banyes d'un bou; el joc consisteix a evitar les envestides de l'animal. |
|  | Toro de corda: es lliga el toro amb una corda per al divertiment de la gent. |
|  | Encierro (del castellà, tancament): es refereix al fet de tancar els toros als corrals, generalment contigus a la plaça de toros, on es conserven fins al dia de la tauromàquia. En algunes ciutats espanyoles, els corrals no són a la vora de la plaça de toros, de manera que els toros s'han de portar allí mateix el dia de la tauromàquia pels carrers; estan acompanyats per cabestros, bous entrenats a aquest efecte. Actualment, en aquestes ciutats, l'encierro es fa per tradició, no per necessitat (el transport dels toros es podria fer amb camió). Els encierros més famosos són els de Pamplona durant les festes de San Fermín (del 7 al 14 de juliol). |
|  | Jal·likattu: és una tradició religiosa hindú del sud de l'Índia coneguda també com manju vrattu (caça de braus). Es practica a l'estat de Tamil Nadu durant el festival Thai Pongal, on els ramats són honrats pel seu treball i especialment adorats. Consisteix a alliberar un o més bous en un lloc on els homes intenten controlar, amb les mans nues, l'animal que ha estat beneït abans pels brahmans. |
|  | Largada de touros: tradició en les festes de moltes localitats de Portugal i també d'alguns països d'Amèrica Llatina. Consisteix a deixar toros als carrers de les localitats (d'un en un), en espais tancats per barreres, on la gent corre al seu voltant esquivant els seus atacs. A vegades s'utilitza teles, roba i diversos objectes com ara para-sols, caixes de cartró i fins i tot tambors, per provocar el toro i també per protegir-se de les seves envestides. |
|  | Vaquejada: esport típic de la Regió Nord-est del Brasil on dos vaquers muntats a cavall han de fer caure a terra un bou. Molt popular a la segona meitat del segle xx, va començar a ser qüestionat a partir de la dècada del 2010 per activistes de drets dels animals a causa dels possibles maltractaments dels bous. |

## Vegeu també

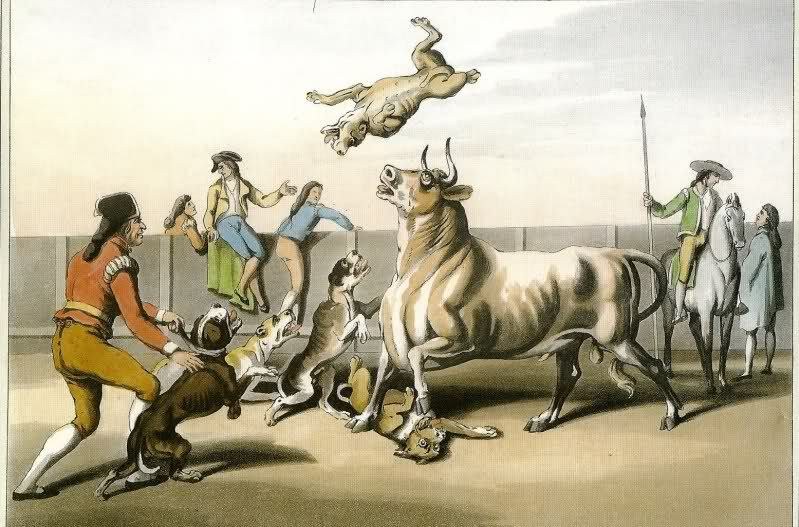
Bull-baiting
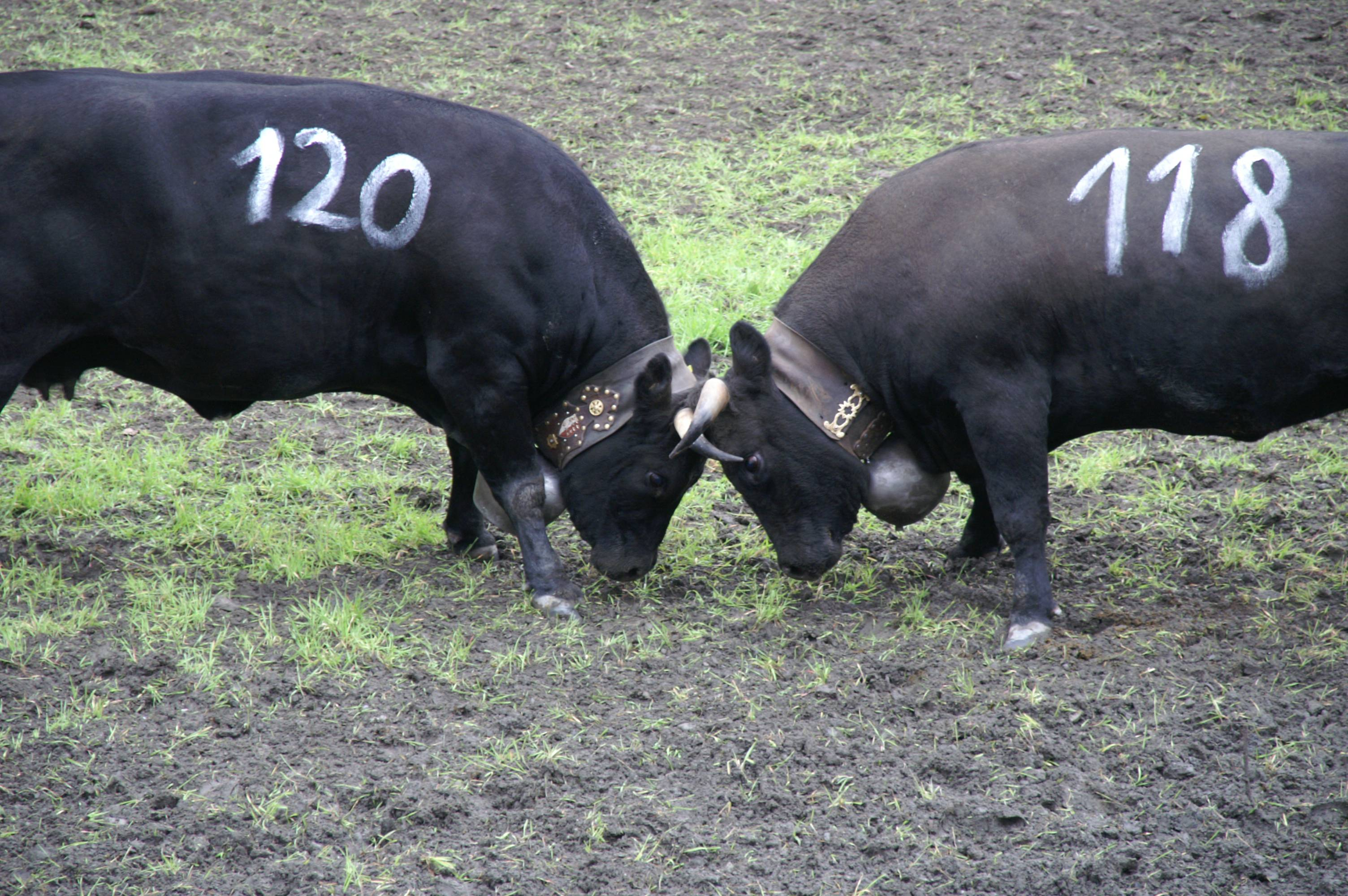
Combat de reines
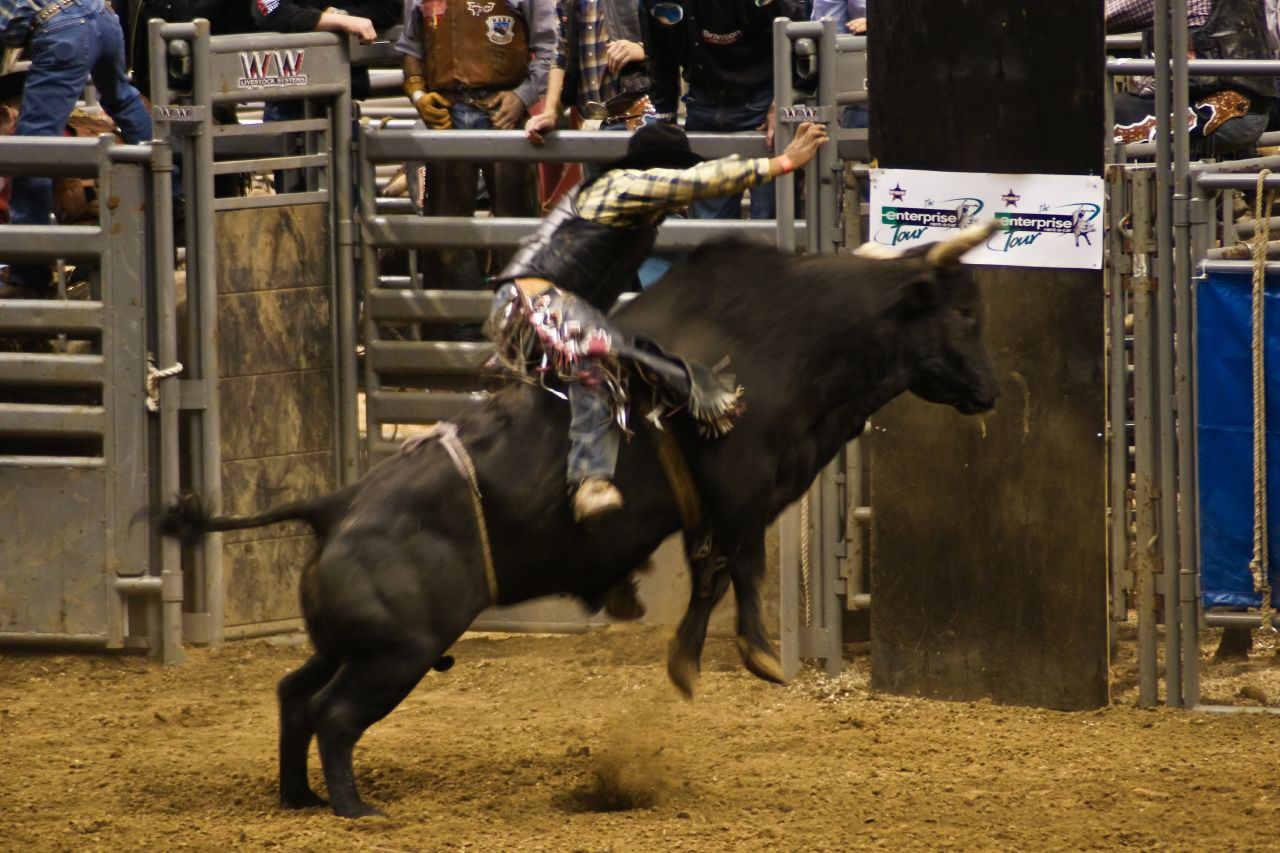
Rodeo
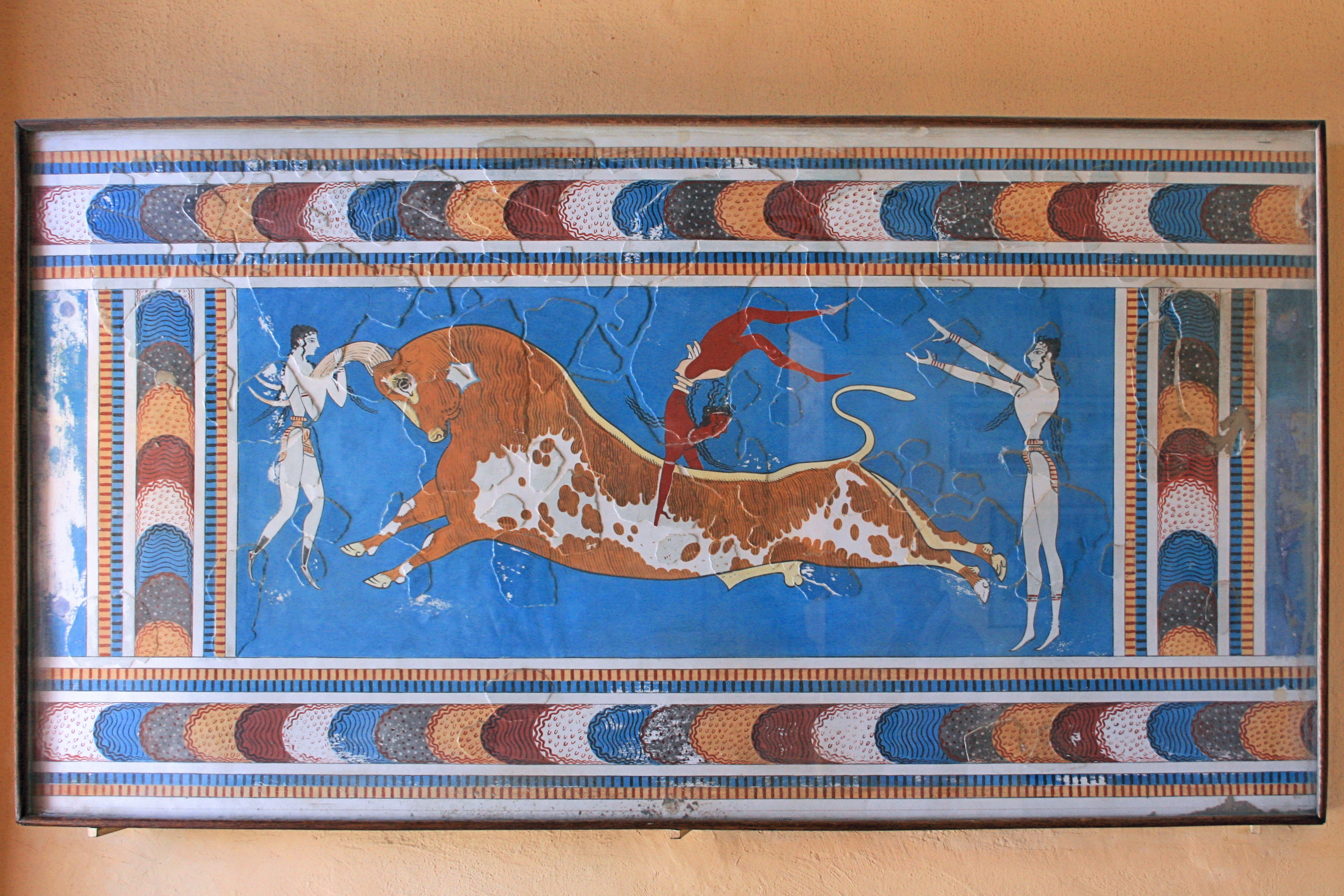
Taurocatàpsia
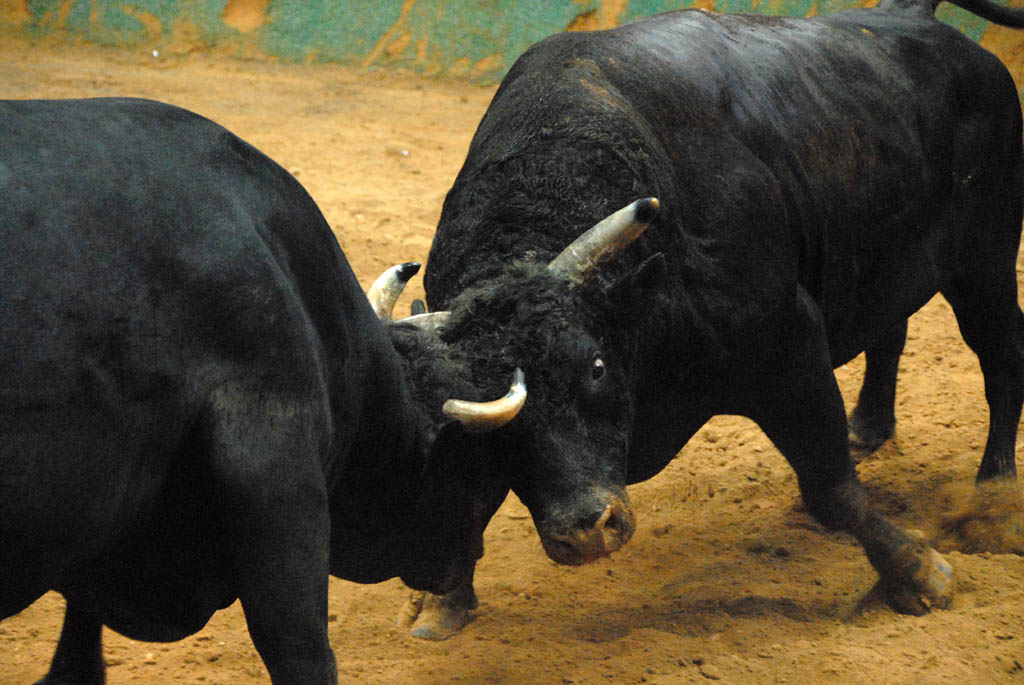
Tōgyū (闘牛)